# Sisters (filme)
Sisters é um filme de suspense e terror psicológico dirigido por Brian De Palma, estralando Margot Kidder e Jennifer Salt. De Palma está no seu primeiro filme de terror, fortemente influenciado por Alfred Hitchcock, tendo como referência Janela Indiscreta e Festim Diabólico, ambos de Hitchcock, e o filme tem a presença de Bernard Herrman, um constante parceiro de Hitchcock, que compôs a famosa trilha sonora de Psycho.

## Sinopse
O filme é sobre uma modelo franco-canadense, Danielle Breton (Margot Kidder), que depois de sair de uma noite conturbada noite, dorme com o seu amante, Phillip Woode (Lisle Wilson). Porém, no dia seguinte, Phillip é assassinado pela irmã extremamente ciumenta de Danielle, Domique, que também é interpretada por Margot Kidder, e a jornalista Grace Collier (Jennifer Salt) vê tudo pela janela de seu apartamento e decide chamar a polícia, mas Danielle esconde o corpo, junto com o seu ex-marido, Emil Breton (William Finley), e quando os polícias vão até a casa de Danielle e encontram nada, Grace decide investigar sozinha e provar que não foi só imaginação o que ela viu, sem antes se deparar com algo obscuro no passado de Danielle.

## Elenco

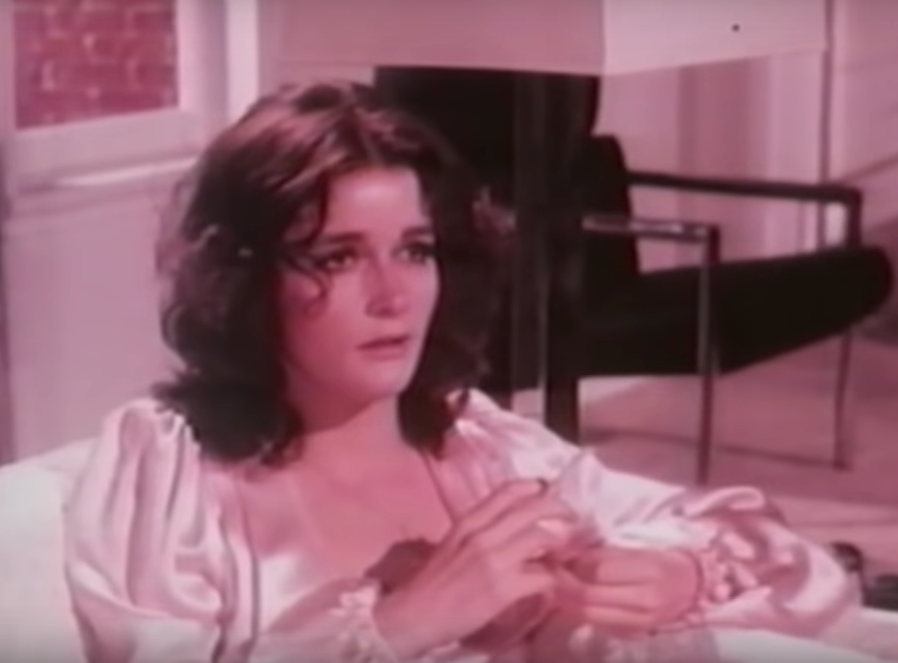
Margot Kidder em cena do trailer do filme

- Margot Kidder ... Danielle Blanchion Breton/Dominique Blanchion
- Jennifer Salt ... Grace Collier
- Charles Durning .. Joseph Larch
- William Finley ... Emil Breton
- Lisle Wilson ... Phillip Woode
- Barnard Hughes... Arthut McLennen
- Mary Davenport... Sra. Peyston Collier
- Dolph Sweet ... Detetive Kelly

## Produção
Brian De Palma se inspirou em um caso de duas irmãs gêmeas siamesas soviéticas, Masha e Darya Krivoshlyapova. O filme é fortemente influenciado pelos filmes de Alfred Hitchcock, tendo como referência Janela Indiscreta, e também conta com Bernard Herrmann como compositor. Herrmann é conhecido por trabalhar em vários filmes de Hitchcock, como por exemplo Psycho e Vertigo.

## Lançamento
O filme foi lançado nos Estados Unidos pela American International Pictures, em 27 de março de 1973 e também foi lançado na Europa. Ele também foi exibido no Festival de Veneza em 1975. Sisters foi lançado em VHS pela Warner Home Video em 1980, e foi relançado em 2000 por Homevision. O filme foi relançado em uma edição especial em DVD pela Criterion Collection, em 3 de outubro de 2003, em uma nova visão digital widescreen.

### Recepção e crítica
O filme foi recebido com elogios, Roger Ebert (um jornalista e crítico de cinema) observou: "Feito conscientemente como uma homenagem a Hitchcock" e acrescentou: "Ele tem uma vida própria", e elogiou o desempenho de Jennifer Salt. Vincent Canby, do The New York Times, o chamou de um bom filme de terror substancial e afirmou: "De Palma revela-se para ser um diretor de primeira linha mais ou menos convencional", também observou referência a Repulsion e Psicose. Enquanto isso, a Variety, embora afirmando que era "um bom melo drama psicológico", disse que "a direção de Brian De Palma não enfatiza os valores de exploração e mascaram totalmente a fraqueza do roteiro".
No site Rotten Tomatoes, o filme tem uma aprovação de 83%, com base de 20 críticas.